# 54-я гвардейская стрелковая дивизия
54-я гвардейская стрелковая дивизия — формирование (соединение, стрелковая дивизия) РККА (ВС СССР) во время Великой Отечественной войны. Участвовала в
Сталинградской битве, в наступлении на донбасском направлении, в оборонительных боях западнее Ворошиловграда (март — июль 1943), в Донбасской, Мелитопольской, Никопольско-Криворожской, Березнеговато-Снигирёвской, Одесской, Белорусской, Восточно-Прусской, Берлинской и Пражской наступательных операциях.
Полное действительное наименование — 54-я гвардейская стрелковая Макеевская ордена Ленина Краснознамённая орденов Суворова и Кутузова дивизия

## История
Ведёт свою историю от 119-й стрелковой дивизии (2-го формирования)
.

### Боевой путь
- «За проявленные личным составом в боях с немецко-фашистскими захватчиками отвагу, стойкость, организованность и героизм» 119-я стрелковая дивизия (2-го формирования) была преобразована в 54-ю гвардейскую стрелковую дивизию (16 декабря 1942).
- Продолжая наступать вдоль железной дороги на запад от Суровикино, части дивизии участвовали в боях за города и железнодорожные станции Обливская, Морозовская (Морозовск), Тацинская (Тацинский), Белая Калитва.
- В марте—июле 1943 дивизия в составе 3 гвардейской армии, затем 51 армии Юго-Западного фронта вела упорные оборонительные бои западнее города Ворошиловград.
- С 13 августа 1943 до конца февраля 1944 действовала в 5-й ударной армии Южного (с 20 октября 1943 4-го Украинского) фронта. В августе—сентябре 1943 участвовала в Донбасской наступательной операции, в ходе которой вела бои за город Иловайск (4 сентября), первой ворвалась в город Макеевка (6 сентября), принимала участие в освобождении города Сталино (Донецк). За отличие в боях при освобождении города Макеевка была удостоена почётного наименования «Макеевской» (8 сентября).
- В конце сентября — начале ноября 1943 дивизия участвовала в Мелитопольской, в конце января—феврале 1944 в Никопольско-Криворожской наступательных операциях. «За образцовое выполнение боевых заданий командования при ликвидации никопольского плацдарма немецко-фашистских войск и проявленные при этом личным составом доблесть и мужество» была награждена орденом Красного Знамени (13 февраля 1944).
- В марте в составе 5-й ударной армии 3-го Украинского фронта участвовала в Березнеговато-Снигирёвской и Одесской наступательных операциях. За отличие в боях при освобождении города Николаев награждена орденом Суворова 2-й степени (l апреля 1944).
- В конце марта была передана в 28 армию и вместе с ней выведена в резерв Ставки ВГК. В июне—августе дивизия в составе 28-й армии 1-го Белорусского фронта (в которой она действовала до конца войны) вела бои за освобождение Белоруссии. «За успешное выполнение заданий командования в боях, способствовавших освобождению от немецко-фашистских захватчиков города Минск, отвагу и мужество личного состава» была награждена орденом Ленина (23 июля 1944).
- В конце июля части дивизии вышли на государственную границу СССР северо-западнее города Брест, с ходу форсировали реку Западный Буг и вступили на территорию Польши.
- В октябре дивизия в составе войск 3-го Белорусского фронта участвовала в прорыве долговременной обороны противника на гумбинненском направлении. Высокое боевое мастерство показали воины дивизии в Восточно-Прусской наступательной операции 1945. Умело обходя опорные пункты и узлы сопротивления противника с флангов, части и подразделения дивизии окружали и силами хорошо подготовленных штурмовых групп уничтожали вражеские гарнизоны в долговременных огневых сооружениях. В ходе ожесточённых боёв с упорно сопротивлявшимся противником геройски действовали пехотинцы, артиллеристы, сапёры, связисты и другие воины дивизии.
- Отважно сражались со врагом гвардейцы дивизии при ликвидации группировки противника юго-западнее города Кёнигсберг (Калининград). За отличие в этих боях дивизия была награждена орденом Кутузова 2-й степени (26 апреля 1945).
- В апреле дивизия в составе армии была передана в 1-й Украинский фронт и на завершающем этапе войны участвовала в Берлинской наступательной операции.

## Состав
- 160-й гвардейский стрелковый полк;
- 162-й гвардейский стрелковый полк;
- 163-й гвардейский стрелковый полк;
- 125-й гвардейский артиллерийский полк;
- 61-й отдельный гвардейский истребительно-противотанковый дивизион;
- 71-я гвардейская зенитная артиллерийская батарея (237-я зенитная артиллерийская батарея, 75-я гв. зенитная артиллерийская батарея до 15.04.1943);[1]
- 53-я отдельная гвардейская разведывательная рота;
- 60-й отдельный гвардейский сапёрный батальон;
- 84-й отдельный гвардейский батальон связи (до 5.11.1944 года 84-я отдельная гвардейская рота связи)[2];
- 427-й (58-й) отдельный медико-санитарный батальон;
- 57-я отдельная гвардейская рота химической защиты;
- 622-я (56-я) отдельная автотранспортная рота;
- 593-я (55-я) полевая хлебопекарня;
- 538-й (59-й) дивизионный ветеринарный лазарет;
- 868-я полевая почтовая станция;
- 1122-я полевая касса Госбанка

.

## Периоды вхождения в состав Действующей армии
- 16 декабря 1942 года — 29 марта 1944 года
- 28 мая 1944 — 14 сентября 1944 года
- 13 октября 1944 — 31 марта 1945 года
- 20 апреля 1945 — 11 мая 1945 года[3].

## Подчинение
| Дата             | Фронт (округ)                               | Армия                 | Корпус                            | Примечания |
| ---------------- | ------------------------------------------- | --------------------- | --------------------------------- | ---------- |
| 16.12.1942 года  | Юго-Западный фронт                          | 5-я танковая армия    | -                                 | -          |
| 01.01.1943 года  | Юго-Западный фронт                          | 5-я танковая армия    | -                                 | —          |
| 01.02.1943 года  | Юго-Западный фронт                          | 5-я танковая армия    | -                                 | —          |
| 01.03.1943 года  | Юго-Западный фронт                          | 3-я гвардейская армия | 18-й стрелковый корпус            | -          |
| 01.04.1943 года  | Юго-Западный фронт                          | 3-я гвардейская армия | 29-й стрелковый корпус            | -          |
| 01.05.1943 года  | Южный фронт                                 | 51-я армия            | 3-й гвардейский стрелковый корпус | -          |
| 01.06. 1943 года | Южный фронт                                 | 51-я армия            | 3-й гвардейский стрелковый корпус | -          |
| 01.07. 1943 года | Южный фронт                                 | 51-я армия            | 3-й гвардейский стрелковый корпус | -          |
| 01.08.1943 года  | Южный фронт                                 | 51-я армия            | 3-й гвардейский стрелковый корпус | -          |
| 01.09.1943 года  | Южный фронт                                 | 5-я Ударная армия     | 3-й гвардейский стрелковый корпус | -          |
| 01.10.1943 года  | Южный фронт                                 | 5-я Ударная армия     | 3-й гвардейский стрелковый корпус | -          |
| 01.11.1943 года  | 4-й Украинский фронт                        | 5-я Ударная армия     | 3-й гвардейский стрелковый корпус | -          |
| 01.12.1943 года  | 4-й Украинский фронт                        | 5-я Ударная армия     | 3-й гвардейский стрелковый корпус | -          |
| 01.01.1944 года  | 4-й Украинский фронт                        | 5-я Ударная армия     | 3-й гвардейский стрелковый корпус | -          |
| 01.02.1944 года  | 4-й Украинский фронт                        | 5-я Ударная армия     | 3-й гвардейский стрелковый корпус | -          |
| 01.03.1944 года  | 3-й Украинский фронт                        | 5-я Ударная армия     | 3-й гвардейский стрелковый корпус | -          |
| 01.04.1944 года  | Резерв Ставки Верховного Главнокомандования | 28-я армия            | 3-й гвардейский стрелковый корпус | -          |
| 01.05.1944 года  | Резерв Ставки Верховного Главнокомандования | 28-я армия            | 3-й гвардейский стрелковый корпус | -          |
| 01.06.1944 года  | 1-й Белорусский фронт                       | 28-я армия            | 3-й гвардейский стрелковый корпус | -          |
| 01.07.1944 года  | 1-й Белорусский фронт                       | 28-я армия            | -                                 |            |
| 01.08.1944 года  | 1-й Белорусский фронт                       | 28-я армия            | 3-й гвардейский стрелковый корпус | -          |
| 01.09.1944 года  | 1-й Белорусский фронт                       | 28-я армия            | 3-й гвардейский стрелковый корпус | -          |
| 01.10.1944 года  | Резерв Ставки Верховного Главнокомандования | 28-я армия            | 3-й гвардейский стрелковый корпус | -          |
| 01.11.1944 года  | 3-й Белорусский фронт                       | 28-я армия            | 3-й гвардейский стрелковый корпус | -          |
| 01.12.1944 года  | 3-й Белорусский фронт                       | 28-я армия            | 3-й гвардейский стрелковый корпус | -          |
| 01.01.1945 года  | 3-й Белорусский фронт                       | 28-я армия            | 3-й гвардейский стрелковый корпус | -          |
| 01.02.1945 года  | 3-й Белорусский фронт                       | 28-я армия            | 3-й гвардейский стрелковый корпус | -          |
| 01.03.1945 года  | 3-й Белорусский фронт                       | 28-я армия            | 3-й гвардейский стрелковый корпус | -          |
| 01.04.1945 года  | Резерв Ставки Верховного Главнокомандования | 28-я армия            | 3-й гвардейский стрелковый корпус | -          |
| 01.05.1945 года  | 1-й Украинский фронт                        | 28-я армия            | 3-й гвардейский стрелковый корпус | -          |

## Командование
Командиры дивизии:
- Данилов, Михаил Матвеевич (16.12.1942 — 11.05.1945), полковник, генерал-майор.

Начальники штаба:
- Владычанский, Антон Станиславович (16.12.1942 — 00.09.1943) майор, подполковник, полковник.

Командиры полков:
- 160-й гвардейский стрелковый полк:
- Пивненко Пётр Яковлевич (с 30.12.1942)
- Иванов Георгий Иванович (18.12.1942 — 10.03.1943)
- Яценко Иван Герасимович (10.03.1943 — 20.08.1943), ранен
- Павлов Василий Павлович (29.08.1943 — 15.11.1943)
- Отекин Иван Иванович (с 15.11.1943)
- Беляев Александр Георгиевич (21.02.1944 — 31.03.1944)

…
- Поздняков Константин Фёдорович (10.12.1944 — 27.04.1945)
- Отекин Иван Иванович (с 15.05.1945)
- Бровчак Александр Тимофеевич (22.12.1945 — 17.06.1946)

- 162-й гвардейский стрелковый полк:
- Гольдштейн Эля Исаакович (04.12.1942 — 10.03.1943)
- Пивненко Пётр Яковлевич (08.01.1943 — 09.07.1943) (?)
- Шевченко Григорий Онуфриевич (09.07.1943 — 20.08.1943), погиб 20.08.1943
- Чикваидзе Георгий Леванович (29.08.1943 — 08.12.1943), болезнь
- Носырев Герман Петрович (04.11.1943 — 01.11.1943), погиб 01.11.1943
- Беляев Александр Георгиевич (16.12.1943 — 10.03.1944)
- Буренко Фёдор Власович (24.12.1943 — 13.03.1944), ранен
- Степура Василий Семёнович (11.02.1944 — 25.10.1944)
- Устинович Александр Павлович (25.10.1944 — 05.03.1945)
- Быховец Владимир Иванович (с 05.03.1945)
- Саркисян, Андроник Саркисович (05.06.1945 — 26.01.1946)
- Карамушко Николай Петрович (с 16.01.1946)

- 163-й гвардейский стрелковый полк:
- Пивненко Пётр Яковлевич (28.12.1942 — 30.06.1943) (?)
- Бугаев Ефим Хрисанфович (с 28.03.1943) (?)
- Бугаев Ефим Хрисанфович (30.06.1943 — 30.10.1943)
- Королёв Пётр Николаевич (22.10.1943 — 08.12.1943), ранен
- Селин Яков Ефимович (с 06.12.1943)
- Бальва Иван Фёдорович (16.12.1943 — 04.03.1944), ранен 04.03.1944
- Арутюнян Аракел Арутюнович (с 31.03.1944)
- Селин Яков Ефимович (03.03.1944 — ?) (?)
- Журавлёв Анатолий Константинович ( — 18.08.1944), убит
- Рудьков Илья Сергеевич (19.08.1944 — 17.10.1944)
- Устинович Александр Павлович (17.10.1944 — 25.10.1944)
- Кононович Василий Константинович (25.10.1944 — 15.02.1945), контужен
- Даненков Кузьма Данилович (05.03.1945 — 15.03.1945), ранен
- Главацкий Георгий Константинович (19.03.1945 — 28.06.1945) (?)
- Саркисян Андроник Саркисович (22.05.1945 — 05.06.1945) (?)
- Тимошин Фёдор Георгиевич (с 28.06.1945)

## Наименования и награды
- «Гвардейская» — почётное звание присвоено приказом Народного комиссара обороны СССР от 16 декабря 1942 года за проявленную отвагу в боях за Отечество, за стойкость, мужество, дисциплину, организованность и героизм личного состава .
- Почетное наименование «Макеевская» — присвоено приказом Верховного Главнокомандующего от 8 сентября 1943 года в ознаменование одержанной победы и отличие в боях при освобождении города Макеевка.
- Орден Красного Знамени — награждена Указом Президиума Верховного Совета СССР от 13 февраля 1944 года за образцовое выполнение боевых заданий командования в боях за ликвидацию Никопольского плацдарма немцев и проявленные при этом доблесть и мужество.[5]
- Орден Суворова II степени — награждена Указом Президиума Верховного Совета СССР от 1 апреля 1944 года за образцовое выполнение заданий командования в боях при освобождении города Николаева и проявленные при этом доблесть и мужество.[6]
- Орден Ленина — награждена указом Президиума Верховного Совета СССР от 23 июля 1944 года за успешное выполнение заданий командования в боях с немецкими захватчиками при освобождении города Минск, проявленные при этом доблесть и мужество.[7]
- Орден Кутузова II степени — награждена указом Президиума Верховного Совета СССР от 26 апреля 1945 года за образцовое выполнение заданий командования в боях с немецкими захватчиками при разгроме группы немецких войск юго-западнее Кёнигсберга и проявленные при этом доблесть и мужество.[8]

Награды частей дивизии:
- 160-й гвардейский стрелковый Краснознамённый[9] полк;
- 162-й гвардейский стрелковый Краснознамённый[10] ордена Александра Невского[11] полк;
- 163-й гвардейский стрелковый Краснознамённый[12] полк;
- 125-й гвардейский артиллерийский Краснознамённый[9] ордена Суворова[12] полк.

## Отличившиеся воины
За героизм, отвагу и мужество, проявленные личным составом дивизии в годы Великой Отечественной войны, около 10 тысяч её воинов награждены орденами и медалями, а 4 из них присвоено звание Герой Советского Союза.
 Герои Советского Союза:
- Акимов, Михаил Павлович, наводчик орудия 125-го гвардейского артиллерийского полка. Указ Президиума Верховного Совета СССР от 25 сентября 1944 года.
- Дунаев, Михаил Никитович, командир огневого взвода 125-го гвардейского артиллерийского полка. Указ Президиума Верховного Совета СССР от 19 апреля 1945 года.

 Кавалеры ордена Славы трёх степеней:
- Кариков, Порфирий Герасимович, гвардии старшина, помощник командира взвода пешей разведки 160 гвардейского стрелкового полка. Указ Президиума Верховного Совета СССР от 13 сентября 1944 года. Орден № 22
- Лысак, Владимир Моисеевич, гвардии сержант, снайпер 160 гвардейского стрелкового полка. Перенагражден Указом Президиума Верховного Совета СССР от 30 ноября 1977 года. Орден № 1957